# Мырзакулов, Ратбай
Ратбай Мырзакулов (каз. Ratbay Myrzakulov; род. 1 февраля 1954, Тахтакупырский район, Каракалпакская АССР, Узбекская ССР, СССР) — советский и казахстанский физик-теоретик, академик НАН РК (Национальный Академии Наук Республики Казахстан), Лауреат Государственной премии Республики Казахстан в области науки и техники имени ал-Фараби, Заслуженный деятель Казахстана, доктор физико-математических наук, профессор. Автор теории под названием «Гравитация Мырзакулова» (Myrzakulov gravity). Им также предложен ряд интегрируемых нелинейных (солитонных) уравнений, которые известны, как «Уравнения Мырзакулова» (Myrzakulov equation) и «Уравнения Мырзакулова-Лакшманана» (Myrzakulov-Lakshmanan equation).

## Биография
Родился 1 февраля 1954 года в совхозе имени Г. Димитрова Тахтакупырского района, в Каракалпакской АССР, Узбекская ССР, СССР в казахской семье. Там же окончил казахскую средную школу. В 1972 году поступил на физический факультет Казахского государственного университета им. С. М. Кирова, который окончил в 1979 году. Обучался в аспирантуре в Объединённом институте ядерных исследований (Дубна, Россия) под руководством профессора В. Г. Маханькова. В 1988 году защитил кандидатскую диссертацию в Университете дружбы народов им. П. Лумумбы по специальности — «Теоретическая и математическая физика» (Москва, Россия, 1988 г.). В 2002 году успешно защитил докторскую диссертацию в Казахском национальном университете имени аль-Фараби по специальности 01.04.02 «Теоретическая Физика».
Работал в Институте физики высоких энергий академии наук Казахской ССР и физико-техническом институте (Алматы). С 2006 года работает заведующим кафедрой «Общей и Теоретической физики» в Евразийском Национальном университете им. Л. Н. Гумилева. (Астана). Основатель и директор НИИ «Евразийский Международный центр Теоретической физики».

## Научная деятельность
Р. Мырзакулов является автором теории под названием «Гравитация Мырзакулова» (Myrzakulov gravity). Им также предложены ряд интегрируемых нелинейных (солитонных) уравнений, которые известны в качестве «Уравнений Мырзакулова» (Myrzakulov equation) и «Уравнений Мырзакулова-Лакшманана» (Myrzakulov-Lakshmanan equation). Ниже в качестве примеров приведены ссылки на ряд его статей зарубежными учеными, в которых исследуются предложенные Р. Мырзакуловым модели и уравнения.

### Уравнения Мырзакулова
Р. Мырзакуловым был предложен ряд интегрируемых нелинейных дифференциальных уравнений в частных производных известных, как «Уравнения Мырзакулова» (Myrzakulov equation). Например, уравнение Мырзакулова-I (Myrzakulov-I equation) имеет вид
{\displaystyle {\begin{cases}iS_{t}-{\frac {1}{2}}[S,S_{xy}]-iuS_{x}=0,\\u_{x}+{\frac {i}{4}}tr(S[S_{x},S_{y}])=0.\end{cases}}}
Ниже приведены ссылки на некоторые статьи зарубежных математиков в которых исследуются некоторые уравнения Мырзакулова:
1. Chen Ha and Zhou Zi-Xiang. Darboux Transformation with a Double Spectral Parameter for the Myrzakulov-I Equation. Chinese Physics Letters, Volume 31, Number 12, 120504 (2014). https://doi.org/10.1088/0256-307X/31/12/120504
2. Hai Chen and Zi-Xiang Zhou. Global explicit solutions with n double spectral parameters for the Myrzakulov-I equation. Modern Physics Letters B, Vol. 30, No. 29, 1650358 (2016). https://doi.org/10.1142/S0217984916503589
3. Bo-Jie Deng, Hui-Qin Hao. Breathers, rogue waves and semi-rational solutions for a generalized Heisenberg ferromagnet equation. Applied Mathematics Letters,
Vol. 140, 108550 (2023). https://doi.org/10.1016/j.aml.2022.1085503. 
4. Chen Chi and Zhou Zi-Xiang. Darboux Transformation and Exact Solutions of the Myrzakulov-I Equation. Chinese Phys. Lett., Vol. 26, 080504 (2009).
https://doi.org/10.1088/0256-307X/26/8/080504

### Гравитация Мырзакулова
Мырзакуловым были предложены несколько обобщенных теорий гравитации, которые сейчас известны как «Гравитации Мырзакулова». Примером таких теорий является так называемая Мырзакулов-VIII гравитация (Myrzakulov-VIII gravity)
{\displaystyle S={\frac {1}{2\kappa }}\int {\sqrt {-g}}d^{4}x[F(R,T,Q,{\cal {{T})+2\kappa L_{m}].}}}
Эту теорию можно рассматривать, как одну из обобщений, таких известных модифицированных теорий гравитации, как {\displaystyle F(R),F(T),F(R,{\cal {{T})}}} и так далее. Ниже в качестве примера, приведятся ссылки на несколько его статей, в которых исследуются ряд теорий гравитации Мырзакулова (Myrzakulov gravity):
1. G. Papagiannopoulos, S. Basilakos, E. N. Saridakis. Dynamical system analysis of Myrzakulov gravity. Phys. Rev. D 106, 103512 (2022). https://doi.org/10.1103/PhysRevD.106.103512
2. F. K. Anagnostopoulos, S. Basilakos, E. N. Saridakis. Observational constraints on Myrzakulov gravity. Phys. Rev. D 103, 104013 (2021). https://doi.org/10.1103/PhysRevD.103.104013
3. E.N. Saridakis, S.Myrzakul, K. Myrzakulov, K. Yerzhanov. Cosmological applications of F(R,T) gravity with dynamical curvature and torsion. Phys. Rev. D, 102, 023525 (2020). https://doi.org/10.1103/PhysRevD.102.023525
4. R. Saleem, A. Saleem. Viable constraints on some Myrzakulov f(R,T,Q,T) models to study Baryon asymmetry. Chinese Journal of Physics, (2023). https://doi.org/10.1016/j.cjph.2023.01.009

### Уравнения Мырзакулова-Лакшманана
Р. Мырзакуловым совместно с профессором М. Лакшмананом (Индия) был предложен ряд солитонных уравнений, получивших название уравнений Мырзакулова-Лакшманана (Myrzakulov-Lakshmanan equations). Эти уравнения получили признание среди зарубежных ученых и исследуются ими. В качестве примера приведем несколько ссылок на статьи зарубежных математиков, в которых изучаются уравнения Мырзакулова-Лакшманана. Вот некоторые из них:
1. Hai-Rong Wang, Rui Guo. Soliton, breather and rogue wave solutions for the Myrzakulov-Lakshmanan-IV equation. Optik, Volume 242, 166353 (2021). https://doi.org/10.1016/j.ijleo.2021.166353
2. Xiao-Qi Cui, Xiao-Yong Wen, Bing-Jiang Zhang. Modulational Instability and Location Controllable Lump Solutions with Mixed Interaction Phenomena for the (2+1)-Dimensional Myrzakulov-Lakshmanan-IV Equation. Journal of Nonlinear Mathematical Physics (2022). https://doi.org/10.1007/s44198-022-00094-1

## Наукометрические параметры
В настоящее время Р. Мырзакулов имеет следующие наукометрические показатели согласно международной базе данных Scopus: https://www.scopus.com/authid/detail.uri?authorId=6602747360
- Индекс Хирша = 47. https://www.scopus.com/authid/detail.uri?authorId=6602747360
- Индекс цитируемости = 7537. https://www.scopus.com/authid/detail.uri?authorId=6602747360
- Зарубежные статьи = 292. https://www.scopus.com/authid/detail.uri?authorId=6602747360

## Награды и достижения
- Академик Национальной Академии Наук Республики Казахстан
- Лауреат Государственной премии Республики Казахстан в области науки и техники имени аль-Фараби
- Заслуженный деятель Казахстана
- Лауреат премии имени Сатпаева
- Юбилейная медаль «Қазақстан Республикасының тәуелсіздігіне 20 жыл»
- Юбилейная медаль «Қазақстан Республикасының тәуелсіздігіне 25 жыл»
- Юбилейная медаль «Астана 20 жыл»
- Нагрудный знак Министерства образования и науки Казахстана «Қазақстан Республикасының ғылымына сіңірген еңбегі үшін»
- Юбилейная медаль «әл-Фараби атындағы Қазақ Ұлттық Университетіне 80 жыл»
- «Лучший преподаватель вуза» РК
- Достижения выпускников нашего Университета! Выпускник РУДН, известный казахстанский физик Ратбай Мырзакулов получит Первую премию Top Springer Author 2015 за наибольшее количество научных статей, опубликованных в специализированных рейтинговых научных журналах издательства Springer!
- Академик Европейской академии естественных наук (Германия)
- Академик Академии Педагогических Наук Казахстана

## Научные публикации
Ратбай Мырзакулов является автором более 400 научных работ, из которых около 300 опубликованы в зарубежных научных изданиях (Полный список зарубежных публикации Р. Мырзакулова см. например здесь:
https://www.scopus.com/authid/detail.uri?authorId=6602747360). В качестве примера ниже приведены его несколько зарубежнных статей:
- G. Cognola, R. Myrzakulov, L. Sebastiani, S. Zerbini. Einstein gravity with Gauss-Bonnet entropic corrections. Phys. Rev. D, 88, 024006 (2013). https://doi.org/10.1103/PhysRevD.88.024006
- Myrzakulov R.	Accelerating universe from F(T) gravity.	European Physical Journal C, v.71, N9, 1752 (2011). https://doi.org/10.1140/epjc/s10052-011-1752-9
- D. Iosifidis, N. Myrzakulov, R. Myrzakulov. Metric-Affine Version of Myrzakulov F(R,T,Q,T) Gravity and Cosmological Applications. Universe, Vol.7, N8, 262 (2021). https://doi.org/10.3390/universe7080262
- Myrzakulov R.	FRW Cosmology in F(R,T) Gravity.	European Physical Journal C, v.72, N11, 2203, (2012). https://doi.org/10.1140/epjc/s10052-012-2203-y
- K. Bamba, R. Myrzakulov, S. Nojiri, S. Odintsov. Reconstruction of f(T) gravity: Rip cosmology, finite-time future singularities, and thermodynamics. Phys. Rev. D, 85, 104036 (2012). https://doi.org/10.1103/PhysRevD.85.104036
- Myrzakulov R.	Knot Universes in Bianchi Type I Cosmology. Advances in High Energy Physics, v.2012, 868203 (2012). https://doi.org/10.1155/2012/868203
- M. Lakshmanan, R. Myrzakulov, S. Vijayalakshmi, A. K. Danlybaeva. Motion of curves and surfaces and nonlinear evolution equations in (2+1) dimensions. J. Math. Phys., 39, 3765-3771 (1998). https://doi.org/10.1063/1.532466
- A. López-Revelles, R. Myrzakulov, D. Sáez-Gómez. Ekpyrotic universes in F(R) Hořava-Lifshitz gravity. Phys. Rev. D, 85, 103521 (2012). https://doi.org/10.1103/PhysRevD.85.103521
- N. Myrzakulov, R. Myrzakulov, L. Ravera. Metric-Affine Myrzakulov Gravity Theories. Symmetry, 13(10), 1855 (2021). https://doi.org/10.3390/sym13101855
- Md. Wali Hossain, R. Myrzakulov, M. Sami, E. Saridakis. Class of quintessential inflation models with parameter space consistent with BICEP2. Phys. Rev. D, 89, 123513 (2014). https://doi.org/10.1103/PhysRevD.89.123513
- T. Harko, N. Myrzakulov, R. Myrzakulov, S. Shahidi. Non-minimal geometry-matter couplings in Weyl-Cartan space-times: f(R,T,Q,T_{m}) gravity. Physics of the Dark Universe. Vol. 34, 100886 (2021). https://doi.org/10.1016/j.dark.2021.100886
- Myrzakulov R.	F(T) gravity and k-essence. General Relativity and Gravitation, v.44, N12, 3059-3080 (2012). https://doi.org/10.1007/s10714-012-1439-z
- L. Martina, Kur. Myrzakul, R. Myrzakulov, G. Soliani. Deformation of surfaces, integrable systems and Chern-Simons theory. J. Math. Phys., 42, 1397—1417 (2001). https://doi.org/10.1063/1.1339831
- Myrzakulov R.	Cosmology of F(T) gravity and k-essence. Entropy, v.14, N9, 1627—1651 (2012). https://doi.org/10.3390/e14091627
- M. Duncan, R. Myrzakulov, D. Singleton. Entropic derivation of for circular motion. Physics Letters B, Vol. 703, Issue 4, 516—518 (2011). https://doi.org/10.1016/j.physletb.2011.08.027